# Erich Dietrich von Rosen (General)
Erich Dietrich Freiherr von Rosen (* 1. Februar 1650; † 5. November 1701 in Wittenberg) war ein venezianisch-kursächsisch-kaiserlicher General.

## Leben

### Herkunft und Familie
Erich Dietrich war Angehöriger der estländischen Herren von Rosen aus dem Hause Hochrosen-Schönangern-Sonorm. Seine Eltern waren der schwedische Oberst Johann von Rosen († 1657) und Anna Magdalena, geborene von Ungern (1630–1656). Er vermählte sich mit Anna Wendula Kyle, die Ehe blieb kinderlos. Der kursächsische General Otto von Rosen († 1715) war sein Bruder.

### Werdegang
Gemeinsam mit seinem Bruder Otto verkaufte Erich Dietrich 1674 das Erbgut Schönangern an einen Vetter. Im Streit erstach er 1675 in Narwa den schwedischen Rittmeister Gustaf Mauritz Mannersköld, woraufhin er, wohl Repressalien befürchtend, nach Deutschland floh. Er stand 1676 in braunschweigisch-lüneburgischen, bald darauf als Garde-Kapitän in hannoverschen Militärdiensten. 1681 konvertierte er zum Katholizismus und wechselte 1682 in kaiserliche Dienste. Als Regimentskommandeur machte er 1683 den Entsatz von Wien und 1685 die Schlacht bei Gran mit. Zwischenzeitlich hatte er 1684 den Titel als Generalfeldwachtmeister erhalten. Nachdem er 1685 in Wien im Hinterhalt seinen ehemaligen Regimentschef Joseph Paris Graf Rosenberg erstach, flüchtete er erneut. Er trat 1693 als Generalleutnant in venezianische Dienste und wechselte ranggleich bereits 1694 in kursächsische. 1695 avancierte er zum Chef des nach ihm benannten Kürassier-Regiments „Rosen“ sowie zum Oberstallmeister des Dresdener Hofes. In den Jahren 1695 und 1696 stand er erneut gegen die Türken im Felde und befehligte vor Temeswar den linken Flügel des deutschen Heeres. Ob er 1696 auch zum Feldmarschalleutnant aufstieg ist fraglich, gesichert ist seine Beförderung zum General der Kavallerie im Jahre 1697. Im Duell mit Siegmund Joachim Graf von Trauttmansdorff wurde er 1699 schwer verwundet und zog sich daraufhin zu seinem Bruder Otto nach Wittenberg zurück, wo er als kursächsischer General der Kavallerie und Oberfalkenmeister auch verstarb. Er wurde 1702 in der Jesuitenkirche Mariaschein bei Teplitz beigesetzt.
Rosen soll wegen seines „unbändigen Tempraments“ und „soldatischen Draufgängertums“ von Zeitgenossen „der tolle Rosen“ genannt worden sein und bediente sich unbeanstandet des Freiherrntitels. Er soll anfangs in schwedischen sowie zwischenzeitlich auch in französischen, englischen, dänischen und holländischen Kriegsdiensten gestanden haben.